# Dairiylys Cruz Pèrez
Dairiylys Cruz Pèrez (ur. 12 września 1990 na Kubie) – kubańska siatkarka grająca jako przyjmująca. Obecnie występuje w klubie Villa Clara.